# Белостокское воеводство (II Речь Посполитая)
Белостокское воеводство (пол. Województwo białostockie, бел. Беластоцкае ваяводства) — административно-территориальная единица Второй Польской Республики, созданная 14 августа 1919 года из уездов бывших Гродненской, Ломжинской и Сувалкской губерний Российской империи. Расформирована в 1939 году на основании Пакта Молотова — Риббентропа, по которому эти земли вошли в состав БССР (за исключением Сувалкского повета).
Территория воеводства (1921) — 32 450 км², (1939) — 26 036 км².

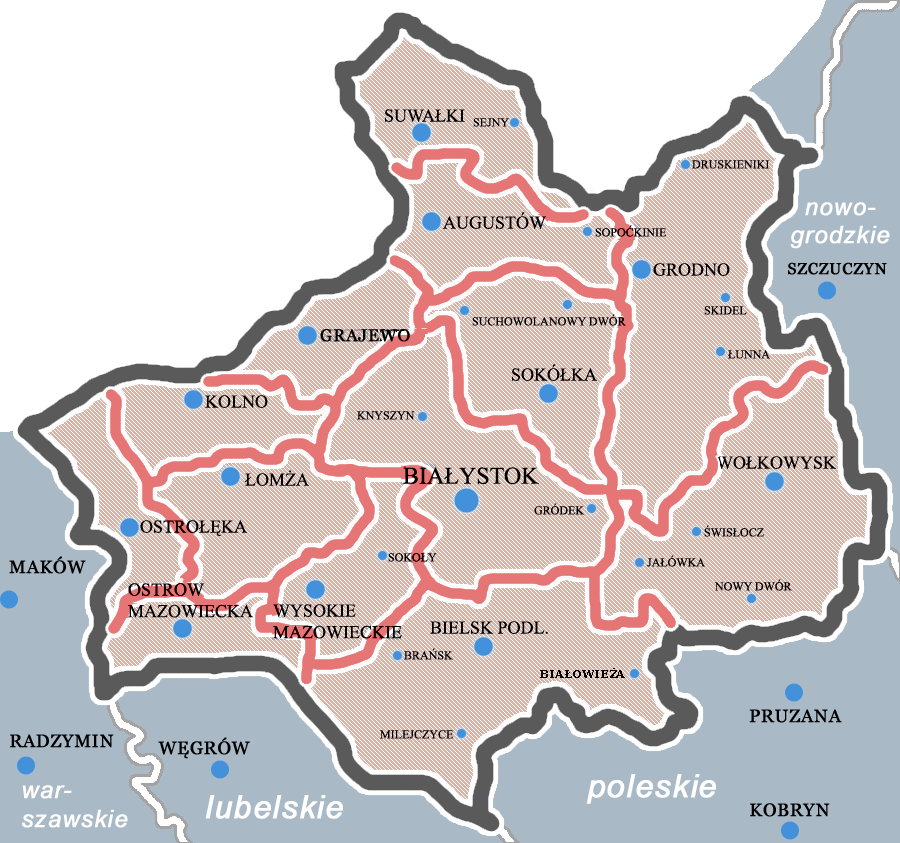
Карта воеводства, 1937 год

По состоянию на 1 сентября 1939 года воеводство состояло из 10 поветов:
- Августовский повет
- Белосток
- Белостокский повет
- Бельский повет
- Волковысский повет
- Высокомазовецкий повет
- Гродненский повет
- Сокульский повет
- Сувалкский повет
- Щучинский повет

## Административное деление
Площадь поветов по состоянию на 1939 год. Численность населения на основе переписи населения 1931 года, для поветов, упразднённых до этой даты, данные из переписи населения 1921 года.
| Повет | Площадь (км²) | Население | Герб | Центр повета     | Население центра |
| --- | ------------- | --------- | ---- | ---------------- | ---------------- |
| Белостокское воеводство |               |           |      |                  |                  |
| Августовский | 2035          | 74 800    |      | Августов         | 12 147           |
| Беловежский (до 1922) 5 | 1602          | 14 353    |      | Беловеж          | ?                |
| Белостокский ¹ | 3079          | 140 100   |      | Белосток ¹       | 91 100           |
| Белосток (с 1928) ¹ | 39            | 91 100    |      | Белосток ¹       | 91 100           |
| Бельский 5 | 4989          | 204 500   |      | Бельск-Подляски  | 7029             |
| Волковысский | 3938          | 171 300   |      | Волковыск        | 15 136           |
| Высокомазовецкий | 1467          | 87 000    |      | Высоке-Мазовецке | 3977             |
| Гродненский 6 | 4459          | 213 100   |      | Гродно           | 49 932           |
| Кольненский (до 1932) ² | 1528          | 63 656    |      | Кольно           | 5285             |
| Ломжинский (до 1939) ² ³ | 2657          | 168 200   |      | Ломжа            | 25 065           |
| Остроленкский (до 1939) ² ³ | 2281          | 112 600   |      | Остроленка       | 13 438           |
| Островский (до 1939) ³ | 1467          | 99 800    |      | Острув-Мазовецка | 17 611           |
| Сейненский (до 1925) 4 | 795           | 19 699    |      | Сейны            | 2254             |
| Сокульский | 2333          | 103 100   |      | Сокулка          | 6382             |
| Сувалкский 4 | 2246          | 110 100   |      | Сувалки          | 21 957           |
| Щучинский | 1451          | 68 200    |      | Граево           | 9036             |
| ¹ 12 апреля 1928 г. создан городской повет в Белостоке (Dz. U. z 1928 r. Nr 45, poz. 426).                                                      |               |           |      |                  |                  |
| ² 1 апреля 1932 г. упразднён Кольненский повет, территория присоединена к Ломжинскому и Остроленкскому поветам (Dz. U. z 1932 r. Nr 3, poz. 18) |               |           |      |                  |                  |
| ³ 1 апреля 1939 г. Ломжинский, Остроленкский и Островский поветы присоединены к Варшавскому воеводству (Dz. U. z 1938 r. Nr 27, poz. 240).      |               |           |      |                  |                  |
| 4 1 января 1925 г. упразднён Сейненский повет, территория присоединена к Сувалкскому повету (Dz. U. z 1924 r. Nr 117, poz. 1052)                |               |           |      |                  |                  |
| 5 1 августа 1922 г. упразднён Беловежский повет, территория присоединена к Бельскому повету (Dz. U. z 1922 r. Nr 56, poz. 504)                  |               |           |      |                  |                  |
| 6 21 мая 1929 г. создан Щучинский повет в Новогрудском воеводстве с части Лидского и Гродненского поветов (Dz. U. z 1929 r. Nr 33, poz. 307).   |               |           |      |                  |                  |

## Белостокские воеводы II Речи Посполитой
- Стефан Бондзыньский (1 февраля 1920 – 18 октября 1920)
- Стефан Попелавский (18 октября 1920 – 12 июля 1924)
- Мариан Рембовский (12 августа 1924 –24 ноября 1927)
- Кароль Кирст (24 ноября 1927 – 10 июля 1930)
- Мариан Зындрам-Косцялковский (10 июля 1930 – 8 марта 1934)
- Станислав Михаловский (и.о. 8 марта 1934 – 29 сентября 1934)
- Стефан Паславский (29 сентября 1934 –14 июля 1936)
- Стефан Киртиклис (14 июля 1936 – 9 сентября 1937)
- Генрих Осташевский (9 ноября 1937 – 10 сентября 1939, и.о. до 22 декабря 1937)